# Klimbo
Klimbo est une émission de télévision jeunesse québécoise en 13 minutes diffusée du 13 septembre 1981 au 3 juin 1984 à la Télévision de Radio-Canada. Le pilote a été diffusé le 16 décembre 1979.

## Synopsis
Klimbo de son vrai nom Kliment Dentchev est un peintre d'origine bulgare qui racontait des histoires à l'aide de dessins peints sur une vitre.
Kliment Dentchev est décédé dans son sommeil au courant de la semaine du 31 mars 2009 à Montréal à l'âge de 69 ans.

## Fiche technique
- Scénarisation : Louise Lahaye et Bernadette Renaud
- Réalisation : Guy Comeau

## Distribution
- Kliment Dentchev
- Denyse Chartier
- Marie-Michèle Desrosiers
- Suzanne Garceau
- Normand Lévesque
- Jean-Guy Moreau
- Ghyslain Tremblay